# (10387) Bepicolombo
(10387) Bepicolombo (1996 UQ) – planetoida z grupy pasa głównego planetoid okrążająca Słońce w ciągu 4,4 lat w średniej odległości 2,68 j.a. Odkryta 18 października 1996 roku, nazwana na cześć włoskiego astronoma Giuseppe Colombo zwanego "Bepi".